# Stigtomta
Stigtomta är en tätort i Nyköpings kommun och kyrkbyn i Stigtomta socken. Orten ligger cirka 15 kilometer nordväst om Nyköping längs med Riksväg 52 som passerar rakt igenom samhället.

## Befolkningsutveckling
| Befolkningsutvecklingen i Stigtomta 1950–2020 | Befolkningsutvecklingen i Stigtomta 1950–2020 | Befolkningsutvecklingen i Stigtomta 1950–2020 | Befolkningsutvecklingen i Stigtomta 1950–2020 | Befolkningsutvecklingen i Stigtomta 1950–2020 |
| --------------------------------------------- | --------------------------------------------- | --------------------------------------------- | --------------------------------------------- | --------------------------------------------- |
|                                               |                                               |                                               |                                               |                                               |
| År                                            |                                               |                                               | Folkmängd                                     | Areal (ha)                                    |
| 1950                                          | 1950                                          |                                               | 604                                           |                                               |
| 1960                                          | 1960                                          |                                               | 760                                           |                                               |
| 1965                                          | 1965                                          |                                               | 853                                           |                                               |
| 1970                                          | 1970                                          |                                               | 983                                           |                                               |
| 1975                                          | 1975                                          |                                               | 1 886                                         |                                               |
| 1980                                          | 1980                                          |                                               | 2 143                                         |                                               |
| 1990                                          | 1990                                          |                                               | 2 072                                         | 179                                           |
| 1995                                          | 1995                                          |                                               | 2 014                                         | 180                                           |
| 2000                                          | 2000                                          |                                               | 1 923                                         | 180                                           |
| 2005                                          | 2005                                          |                                               | 1 948                                         | 180                                           |
| 2010                                          | 2010                                          |                                               | 1 942                                         | 179                                           |
| 2015                                          | 2015                                          |                                               | 1 949                                         | 179                                           |
| 2020                                          | 2020                                          |                                               | 1 914                                         | 179                                           |
|                                               |                                               |                                               |                                               |                                               |

## Samhället
I Stigtomta finns Stigtomta kyrka.

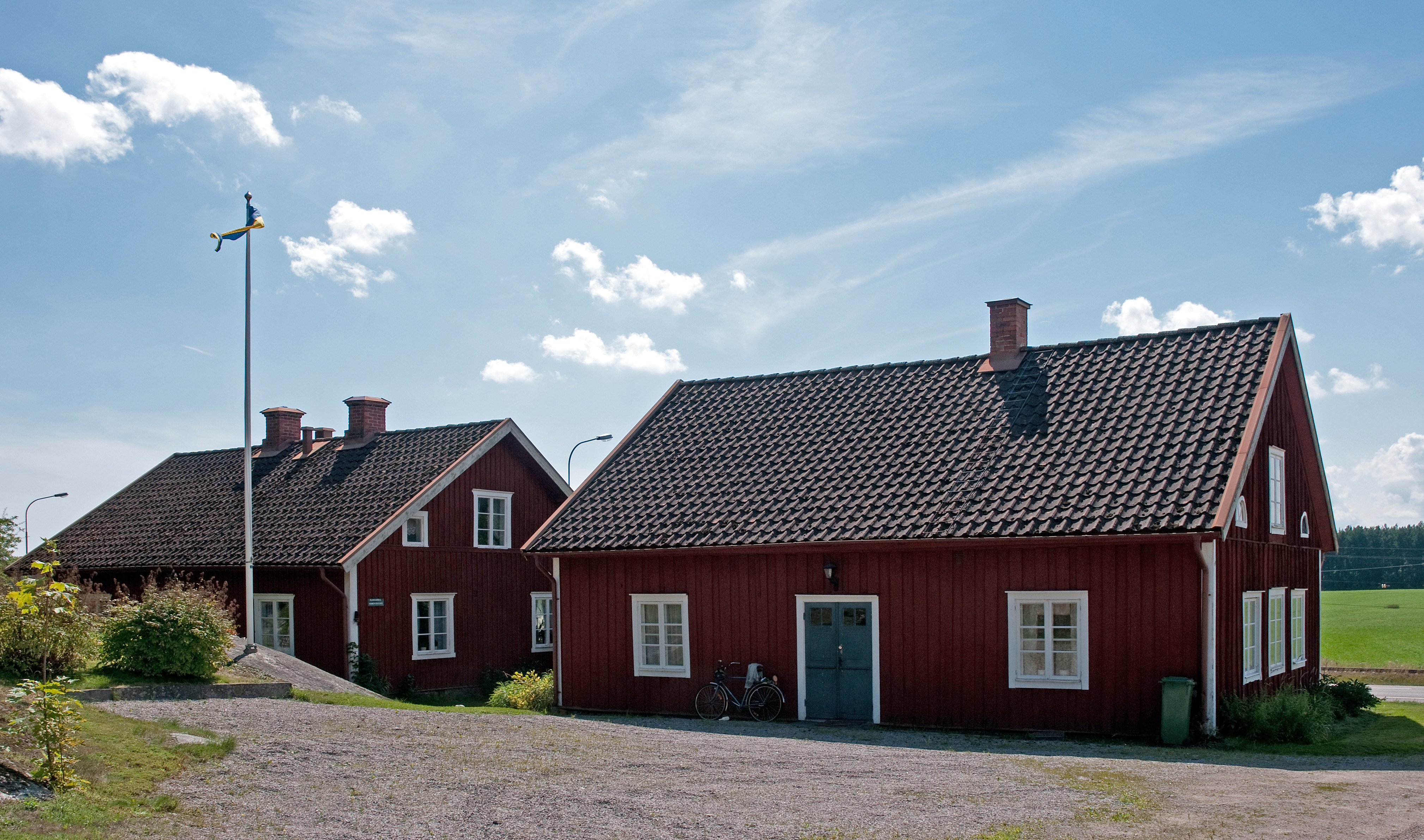
Klockarbol
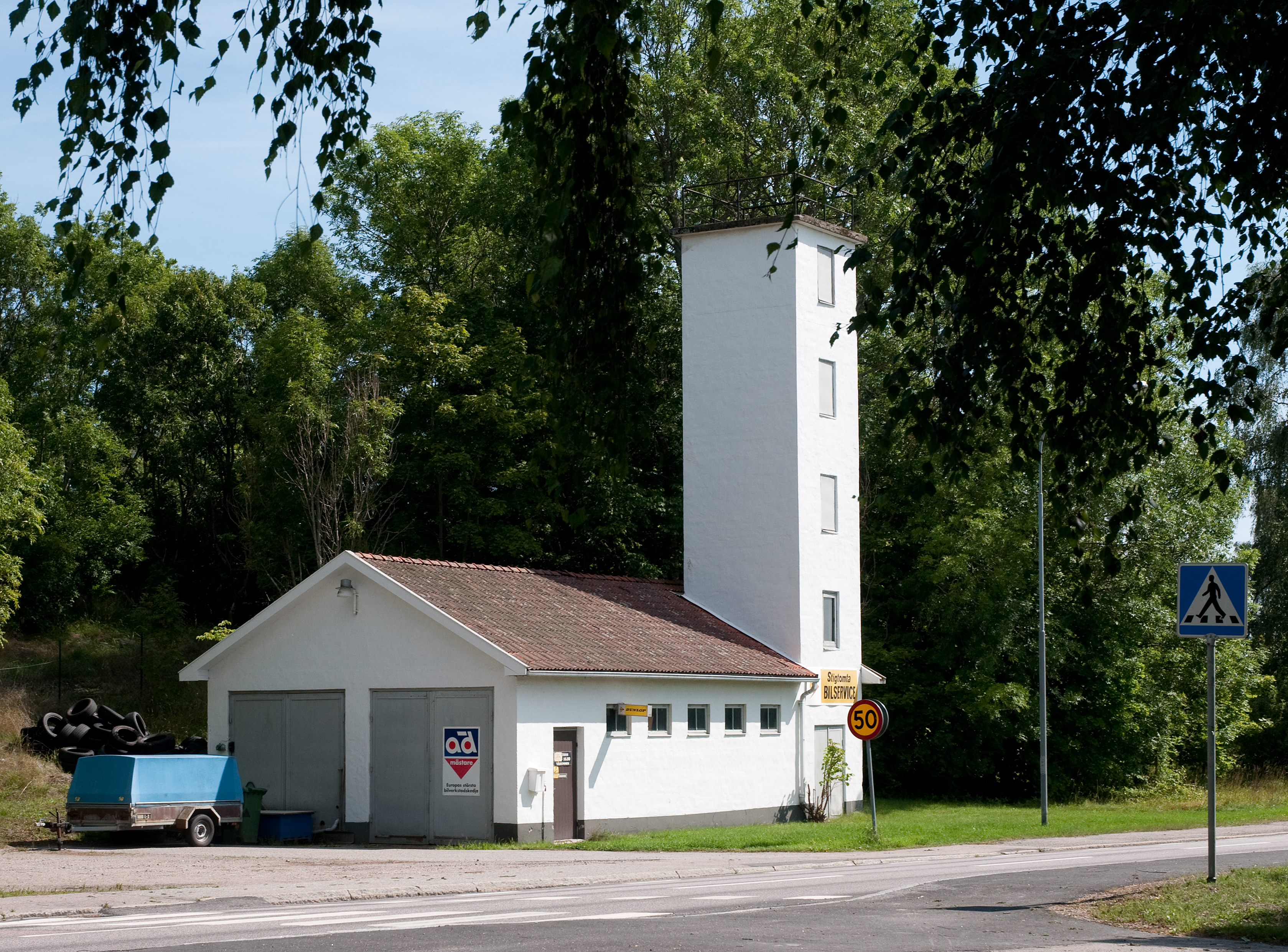
Stigtomta gamla brandstation
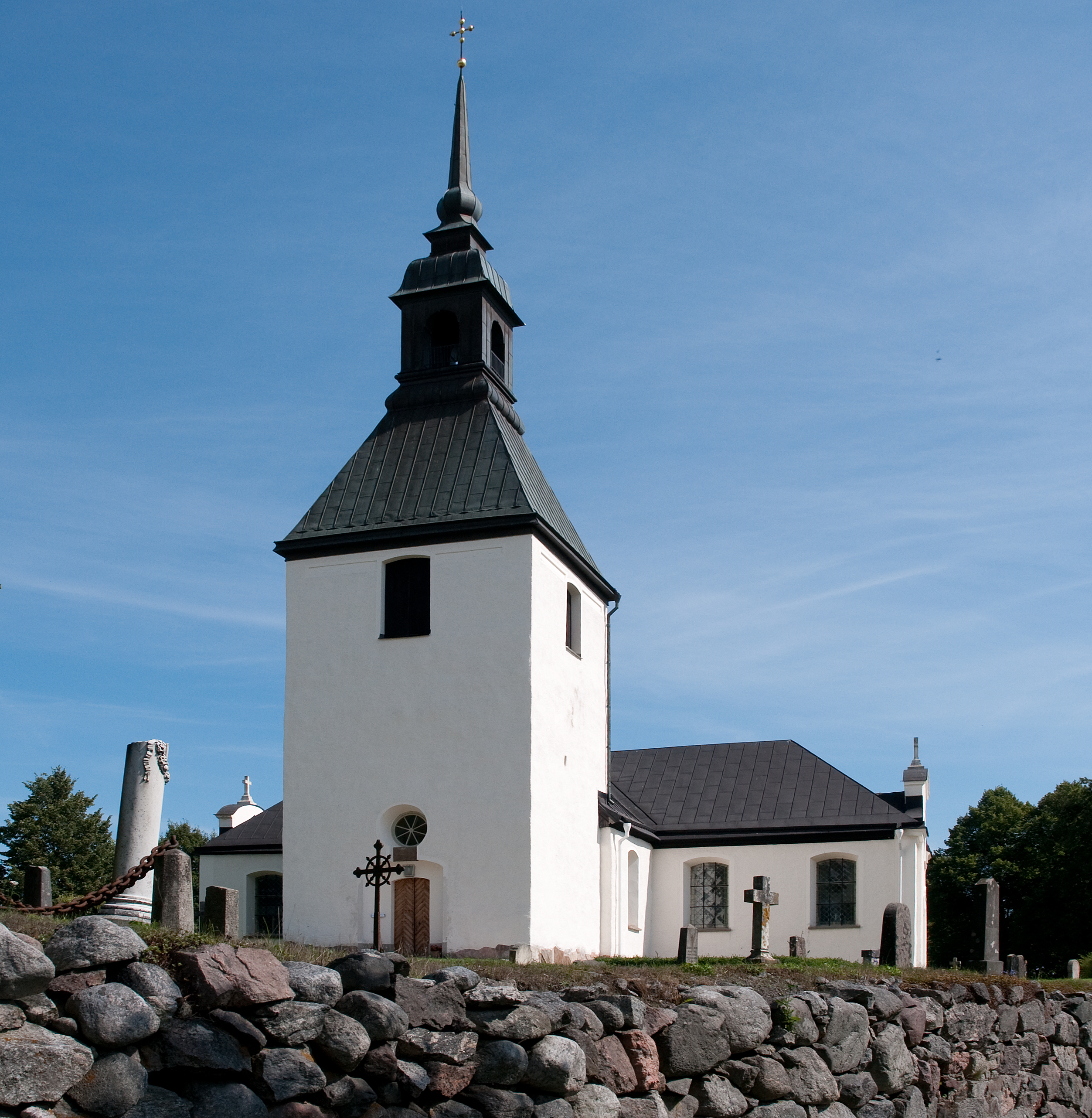
Stigtomta kyrka

## Idrott
I samhället finns två aktiva idrottsföreningar, Stigtomta IF, med verksamhet främst fotboll och innebandy, samt orienteringsklubben OK Hällen. Här finns även en nybyggd skateyta.

## Kända profiler med koppling till Stigtomta
- C.V.A. Strandberg, författare, journalist och översättare (Talis Qualis)
- Olof Strandberg, operasångare
- Carl Gustaf Strandberg, jurist och författare
- Nils Wohlin, statistiker, ämbetsman och politiker
- Birgit Linder, svensk teaterpersonlighet
- Carl August Forssman, präst och kördirigent
- Ulf Peder Olrog, folklivsforskare, artist och kompositör
- Nathanael Cronsioe, koralkompositör och psalmförfattare
- Peter Öberg (orienterare), orienterare
- Mattias Nordkvist, skådespelare
- Andreas Franzén, ekonom